# Fagundes Varela (poeta)
Fagundes Varela (Río Claro, 17 de agosto de 1841-Niterói, 18 de febrero de 1875) fue un poeta del romanticismo brasileño de la 2.ª Generación, patrono de la Academia Brasileña de Letras.

## Biografía
Nació en Río Claro, un municipio de Río de Janeiro. Fue hijo del magistrado Emiliano Fagundes Varela y de Emília de Andrade, ambos de familias tradicionales fluminenses. También era bisneto del barón de Río Claro, Antônio Manuel de Freitas, un hacendado cafetero.
Fagundes Varela fue uno de los mayores exponentes de la poesía brasileña de su tiempo. Ingresó a la escuela de Derecho, primero en la Facultad de Derecho de São Paulo, y, posteriormente, en la Facultad de Derecho de Recife, pero abandonó el curso al cuarto año, en el momento de transición entre la segunda y la tercera generación romántica.
A los veintiún años se casó con Alice Guilhermina Luande, hija del dueño de un circo. Tuvieron un hijo que murió tan solo a los tres meses. Este hecho inspiró su poema «Cântico do Calvário», expresión máxima de su poesía. Sobre estos versos, analizó Manuel Bandeira:
"...una de las más bellas y tristes elegías de la poesía en lengua portuguesa. En ella, por la fuerza del sentimiento sincero, el Poeta alcanzó a los veinte años una altura que, nunca igualada después, permaneció como una cima aislada en toda su poesía."
Se mudó a París a los 20 años y volvió a Brasil a los 27. Posteriormente, falleció su esposa, por lo que se volvió a casar, esta vez con una prima suya, Maria Belisária de Brito Lambert; tuvieron dos niñas y un niño, que, al igual que su primer hijo, falleció prematuramente.
Embriagándose y escribiendo, pasó una buena parte del tiempo en el campo, su ambiente predilecto; vivía a costa de los recursos de su padre.
Luíz Nicolau Fagundes Varela murió a los 33 años de edad.

## Obras
- Noturnas - 1860
- Vozes da América - 1864
- Pendão Auri-verde  - poemas patrióticos, acerca de Questão Christie.
- Cantos e Fantasias - 1865
- Cantos Meridionais - 1869
- Cantos do Ermo e da Cidade - 1869
- Anchieta ou O Evangelho nas Selvas - 1875 (publicación póstuma)
- Diário de Lázaro - 1880

En 1878, su amigo Otaviano Hudson organizó Cantos Religiosos, cuya publicación se destinaba a auxiliar su viuda e hijas.

## Academia Brasileña de Letras
La silla de Lúcio de Mendonça, a petición suya, fue nombrada en honor a Fagundes Varella. Al ser considerado uno de los mayores exponentes de las letras en Brasil, existe un busto suyo en el edificio del silogeu brasileiro.